# Martin Vasquez
Martin Vasquez (* 24. Dezember 1963 in Jalisco, Mexiko; spanische Schreibweise: Martín Vásquez) ist ein ehemaliger US-amerikanischer Fußballspieler und heutiger Fußballtrainer.

## Spielerkarriere

### Verein
Vasquez zog im Alter von 12 Jahren nach Los Angeles, aber er ging nach Mexiko zurück, um für die Leones Negros de la UdeG zu spielen. Anschließend spielte er von 1980 bis 1983 College Soccer an der California State University in Los Angeles und dann für fünf weitere Jahre professionellen Fußball und Hallenfußball.
Sein Debüt in der mexikanischen Liga bestritt er für den Verein U de G (Universidad de Guadalajara, nicht zu verwechseln mit UAG Tecos) wo er von 1988 bis 1990 spielte. 1990/91 lief Vasquez für Puebla FC und 1991/92 für CD Veracruz auf. 1992 ging er zu Atlas Guadalajara, denen er bis zu seiner Rückkehr in die USA im Jahre 1996 treu blieb.
1996 wechselte er zum ebenfalls heute nicht mehr existierenden Verein Tampa Bay Mutiny und blieb dort bis 1997, ehe er 1998 seine Karriere bei San Jose Clash abrundete.

### Nationalmannschaft
Zwischen 1990 und 1992 trug Vasquez dreimal das Trikot der mexikanischen Nationalmannschaft, jedoch nur in inoffiziellen Freundschaftsspielen, da die Mexikaner wegen Manipulation von Geburtsdaten von der FIFA zu dieser Zeit für alle internationalen Spiele gesperrt waren.
Nachdem er die US-amerikanische Staatsbürgerschaft erhalten hatte, wurde er von Steve Sampson für sieben Spiele in die Nationalmannschaft der USA berufen. Dies war möglich, da seine Spiele für Mexiko inoffiziell waren. Sein erstes Spiel für das US-Team absolvierte der Mittelfeldspieler am 21. Dezember 1996 beim 2:2 gegen die Fußballnationalmannschaft von Guatemala. Ein Jahr später, am 16. November 1997, wurde Vasquez letztmals für die amerikanische Auswahl berufen.

## Trainerkarriere
Nachdem Vasquez seine aktive Karriere beendet hatte, arbeitete er als Trainerassistent von 1999 bis 2000 bei Cal Poly Pomona und der mittlerweile aufgelösten Frauenmannschaft San Diego Spirit (2001–2002). Nach einer Saison als Assistenztrainer bei Los Angeles Galaxy arbeitete Vasquez von 2005 an als Trainerassistent bei Deportivo Chivas USA.
Zur Saison 2008/09 wechselte er nach Europa und wurde Co-Trainer von Jürgen Klinsmann beim FC Bayern München. Nachdem Klinsmann am 27. April 2009 als Trainer entlassen wurde, musste auch Vasquez seinen Posten räumen. Kurze Zeit später verließen beide Europa und kehrten nach Nordamerika zurück.
Am 2. Dezember 2009 wurde Vasquez Cheftrainer bei Deportivo Chivas USA. Dort übernahm er den Posten des drei Wochen zuvor entlassenen Predrag Radosavljević. Dies war die erste Chefbetreuerstation; er wurde nach nur einer Saison entlassen.
Nachdem Jürgen Klinsmann 2011 Trainer der US-amerikanischen Fußballnationalmannschaft geworden war, engagierte er Vasquez als Co-Trainer.